# تئودور هاگ
تئودور هاگ (آلمانی: Theodor Haag; ۱۳ مارس ۱۹۰۱ – ۲۸ اوت ۱۹۵۶) بازیکن هاکی روی چمن اهل آلمان بود.